# 1928 en Ukraine
Cet article présente les faits marquants de l'année 1928 en Ukraine.

## Décès
- 13 mars : Franz Roubaud, peintre de batailles ukrainien (° 15 juin 1856).